# Maserati Bora
Pour les articles homonymes, voir Bora (homonymie).
La Maserati Bora est un coupé deux places du constructeur italien Maserati, construit entre 1971 et 1978. Il s'agit de la première Maserati de série à moteur en position centrale arrière.

## Historique
Citroën, qui recherchait un moteur pour sa future SM avait repris Maserati en 1968. C'est à partir de cette époque que le constructeur de Modène élabore le projet d'un nouveau modèle avec moteur central arrière, une première pour la marque au Trident (les Maserati Tipo 63, 64 et 65, disposant d'un moteur central arrière, étaient réservées à la compétition). Elle ne connaîtra pas le succès pourtant mérité et espéré en raison du manque de fiabilité des éléments Citroën, qui viendront rapidement entacher la réputation de cette belle voiture. À partir de 1972, Maserati adjoint à sa gamme la Maserati Merak, qui reprend la carrosserie de la Bora, mais équipée du moteur V6 destiné à la Citroën SM.

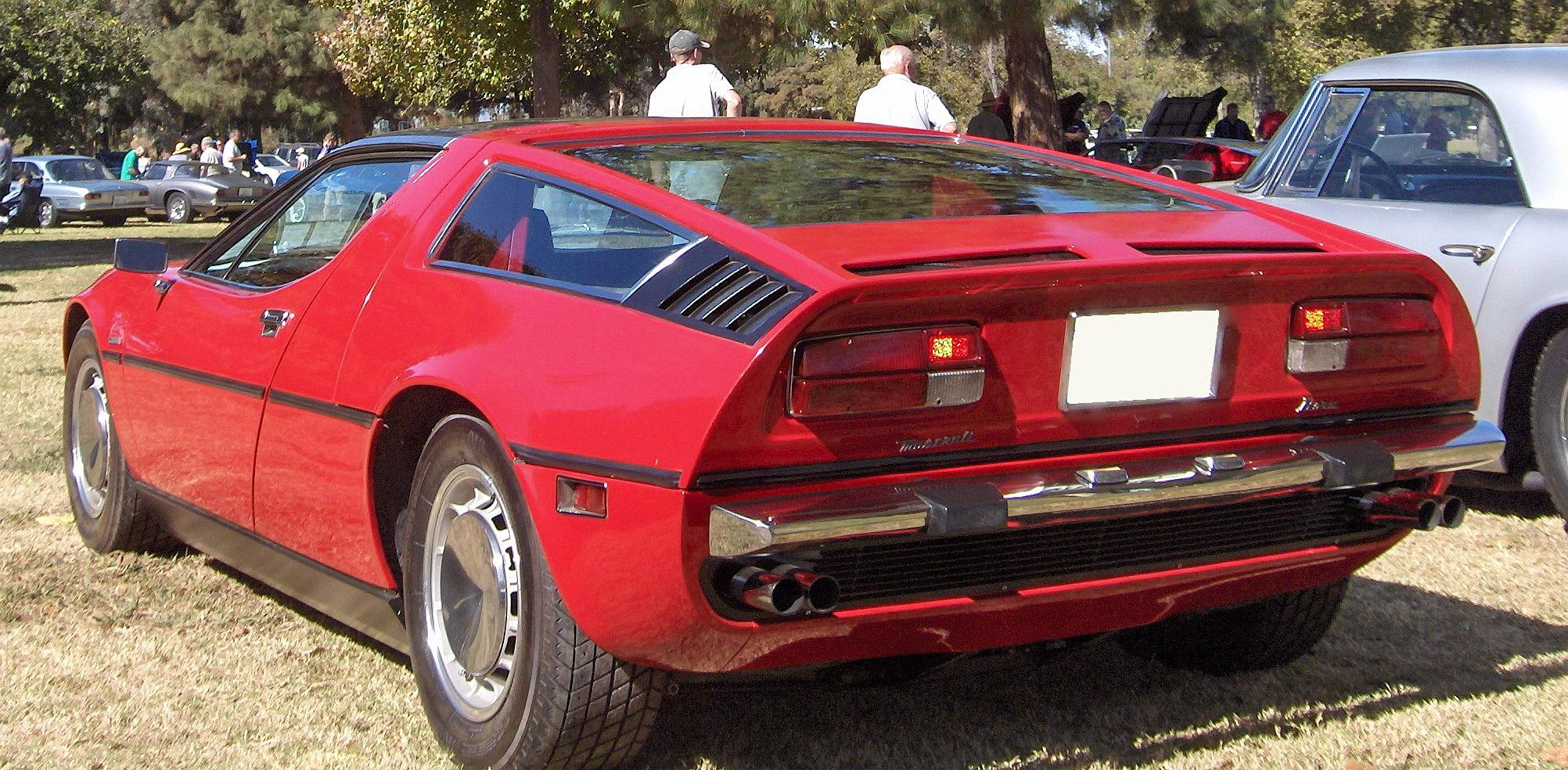
Arrière Maserati Bora rouge

Ses concurrentes de l'époque sont la Ferrari 512 BB, la De Tomaso Pantera et la Lamborghini Miura.

## Carrosserie

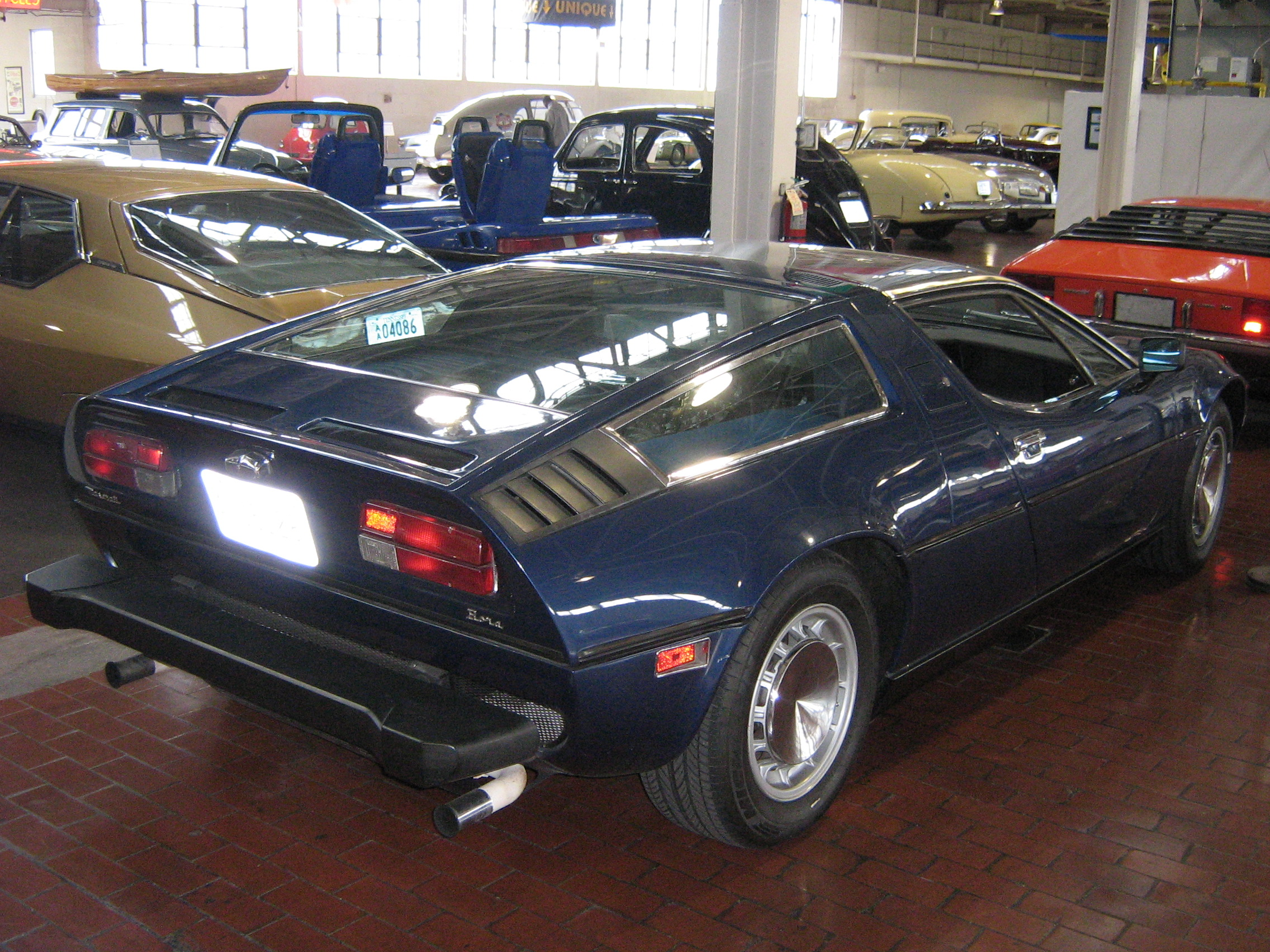
Arrière de la Maserati Bora au Lane Motor Museum

La voiture se présente sous la forme d'une GT coupé deux places. Le design extérieur est dû à Giorgetto Giugiaro, qui lui donne une silhouette d'une rare rigueur esthétique combinant élégance et agressivité. Elle s'inscrit parfaitement dans la tradition classique de la marque.

## Motorisation et performance
La motorisation fait appel au robuste et éprouvé V8 Maserati de 4,7 litres de 4 719 cm3 développant 310 ch, produit de 1971 à 1978. À partir de 1974 jusqu'à 1978, Maserati produit une motorisation V8 4,9 litres de 4 930 cm3 développant 330 ch. Selon les versions, la Maserati Bora atteint une vitesse maxi de 280 à 285 km/h. Ses performances de GT relayées par un comportement routier sûr et efficace ont fait de la Bora la GT la plus homogène de son temps.

## Habitacle et équipements
Avec son habitacle entièrement revêtu de cuir, elle assure à ses occupants un réel confort, même sur de très longs trajets. C'est la Bora qui va hériter d'une assistance hydraulique sur le freinage, le réglage du pédalier, la hauteur du siège conducteur et la commande des phares, des composants étudiés avec le constructeur aux chevrons.

## Source
- (fr) Magazine Sport Auto n°432